# Verești
Verești è un comune della Romania di 7 262 abitanti, ubicato nel distretto di Suceava, nella regione storica della Moldavia.